# Alexandre Jamar
Alexandre Jamar (6 novembre 1821 à Bruxelles et mort le 15 août 1888 dans la même ville) est un éditeur, un financier et un homme politique belge.

## Biographie
Alexandre Jamar est le fils d'un greffier de justice de paix bruxellois.
S’il  ne s'attarde pas aux études, il possède un sens aigu de l’opportunité et des affaires ainsi qu’une belle intelligence naturelle qui lui ouvrent les portes d’une carrière professionnelle brillante.

### L’éditeur
À l’âge de dix-sept ans, il se trouve associé à la petite maison d’édition et d’imprimerie que dirige un frère aîné et, dans les deux, il se hisse à la tête de l’entreprise.
Il fait alors fortune en éditant des ouvrages de contrefaçon, pratique à laquelle l’accord franco-belge de 1852 vient finalement mettre un terme.
S’il puise sans vergogne dans le répertoire littéraire français à  la mode, il a aussi le mérite de favoriser la publication d’auteurs nationaux et il lance, seul ou en association avec son confrère Charles Hen, des ouvrages destinés à exalter le jeune État belge :
- 1840 : Histoire de la Belgique par Théodore Juste illustrée par l’élite des artistes belges, dans la collection du Panthéon national ; nouvelle édition en 1842[1] ;
- 1844 : La Belgique monumentale, historique et pittoresque par MM. H. G. Moke, Victor Joly, Eugène Gens, Théodore Juste, Ferdinand Carron, Charles Hen, G.-G.-G.-G., Félix Stappaerts, E. Gaussoin, le major Renard, Félix Bogaerts, E. Robin et André Van Hasselt. Ouvrage suivi d’un coup d’œil sur l’état actuel des arts, des sciences et de la littérature en Belgique, par A. Baron, en 2 volumes, dans la même collection[2] ;
- 1844-1845 : Les Belges illustres, par MM. J. Altmeyer, A. Baron, P. Carron, Coomans aîné, Th. Juste, Ch. Hen, Ph. Lesbroussart, G.-H. Moke, L. Polain, le baron de Reiffenberg, Eugène Robin, le baron de Stassart, Ch. Soudain de Niederweerth, mademoiselle Marie Van Eckelraede, L. Wolffers, en 3 volumes, dans la même collection[3] ;
- 1854-1856[4] : Biographie nationale. Vie des hommes et des femmes illustres de la Belgique depuis les temps les plus reculés jusqu’à nos jours, publiée sous la direction de André Van Hasselt, membre de l’Académie royale de Belgique, et avec le concours de l’élite des écrivains et des artistes belges, en 2 volumes[5].

Convaincu que la connaissance est une des voies par lesquelles passe l’émancipation individuelle et collective, il met sur le marché deux collections encyclopédiques auxquelles collaborent les meilleures plumes du pays :
- 1846-1851 : la  Bibliothèque nationale, en 48 volumes ;
- 1849-1856 : l’Encyclopédie populaire, en 125 volumes, d’un prix moins élevé que la précédente.

La critique spécialisée souligne par ailleurs la qualité typographique de sa production. Ainsi le fait le Journal de l’imprimerie et de la librairie en Belgique à l'occasion de sa participation à l'Exposition universelle de 1855 (Paris) :
M. Alexandre Jamar, de Bruxelles, faisait honneur à la fois à l'intelligente activité de cet éditeur, qui a attaché son nom à la publication de la plupart des ouvrages originaux, tant de luxe que populaires, qui ont vu le jour en Belgique depuis dix à douze ans, et à son habileté dans la disposition des matériaux de ces ouvrages, dont les plus récents ont été imprimés chez lui. M. Jamar est, peut-être, de tous nos éditeurs celui dont les livres ont le plus ce cachet de goût et d'élégance qui distingue les productions de la librairie parisienne. Le jury lui a accordé une médaille de seconde classe.

### L'homme politique
Jamar siège à la Chambre des représentants à partir de 1859, comme candidat du Parti libéral.
Un arrêté royal du 3 janvier 1868 lui confie le portefeuille des Travaux publics dans un cabinet présidé par Walthère Frère-Orban
À ce titre, il commandite une enquête sur la situation des ouvriers du charbon et du métal, fait reprendre par l’État plusieurs lignes de chemin de fer concédées et arrête des tarifs ferroviaires susceptibles de favoriser la mobilité de la main-d’œuvre ouvrière, ce qui a pour effet de ralentir l’exode rural et son triste corollaire, l’entassement misérable dans les agglomérations urbaines.

### Le financier
Son expérience acquise comme commissaire, membre du conseil ou administrateur de divers établissements bancaires et financiers (Banque de Belgique, Compagnie immobilière de Belgique, Caisse d’Épargne, Crédit communal, Comité d’escompte de la Banque nationale) lui donne accès à la gestion de la Banque nationale de Belgique dont il est tour à tour :
- directeur (1870) ;
- vice-gouverneur (1877) ;
- IVe gouverneur (1882).

Les Archives & Bibliothèques de l’Université libre de Bruxelles conservent depuis 1997 un Fonds Alexandre Jamar constitué de pièces de collection rassemblées par lui (lettres autographes et portraits de personnalités de son temps, notices biographiques, etc.).
Il est inhumé au cimetière de Bruxelles à Evere.